# Сант'Ана (Изернија)
Сант'Ана је насеље у Италији у округу Изернија, региону Молизе.
Према процени из 2011. у насељу је живело 174 становника. Насеље се налази на надморској висини од 795 м.